# ヒダハタケ
ヒダハタケ（襞歯茸、学名: Paxillus involutus）は、イグチ目ヒダハタケ科に属する中型のキノコ（菌類）の一種。北半球に広く分布するが、欧州産の樹木の輸出によってオーストラリア、ニュージーランドにも移入されている。子実体の色は茶色に近く、高さ6 cm、傘は漏斗型で直径12cm、傘の縁は巻き込み、ひだは垂生形で柄に近い部分は管孔状となる。ひだを持つが、同じようなひだを持つハラタケ類でなく管孔を持つイグチ類と近縁である。1785年にピエール・ビュイヤールにより記載され、1838年にエリーアス・フリースにより現在の学名が与えられた。遺伝子調査では、Paxillus involutus は単一種ではなく種複合体を構成しているようである。
晩夏から秋に温帯落葉樹林・温帯針葉樹林や緑地で見られる普通種で、多様な樹木と菌根を形成する。この共生は、宿主の重金属吸収を減らすだけでなく、Fusarium oxysporum のような病原体への抵抗性も増大させる。生食によって消化管の不調を引き起こすことは知られていたが、かつては食用キノコと見なされ、東ヨーロッパ・中央ヨーロッパで広く食されていた。だが、1944年にドイツの菌類学者ユリウス・シェッファーが中毒死したことで 毒キノコと分かった。これは、以前の摂取で悪影響が無かったとしても、反復的な摂取で突然発症する可能性がある。毒性は致命的な自己免疫性の溶血によるもので、キノコに含まれる抗原が免疫系に赤血球を攻撃させることによる。これにより、急性腎不全・ショック・呼吸不全・播種性血管内凝固症候群などの合併症が発症する。

## 分類

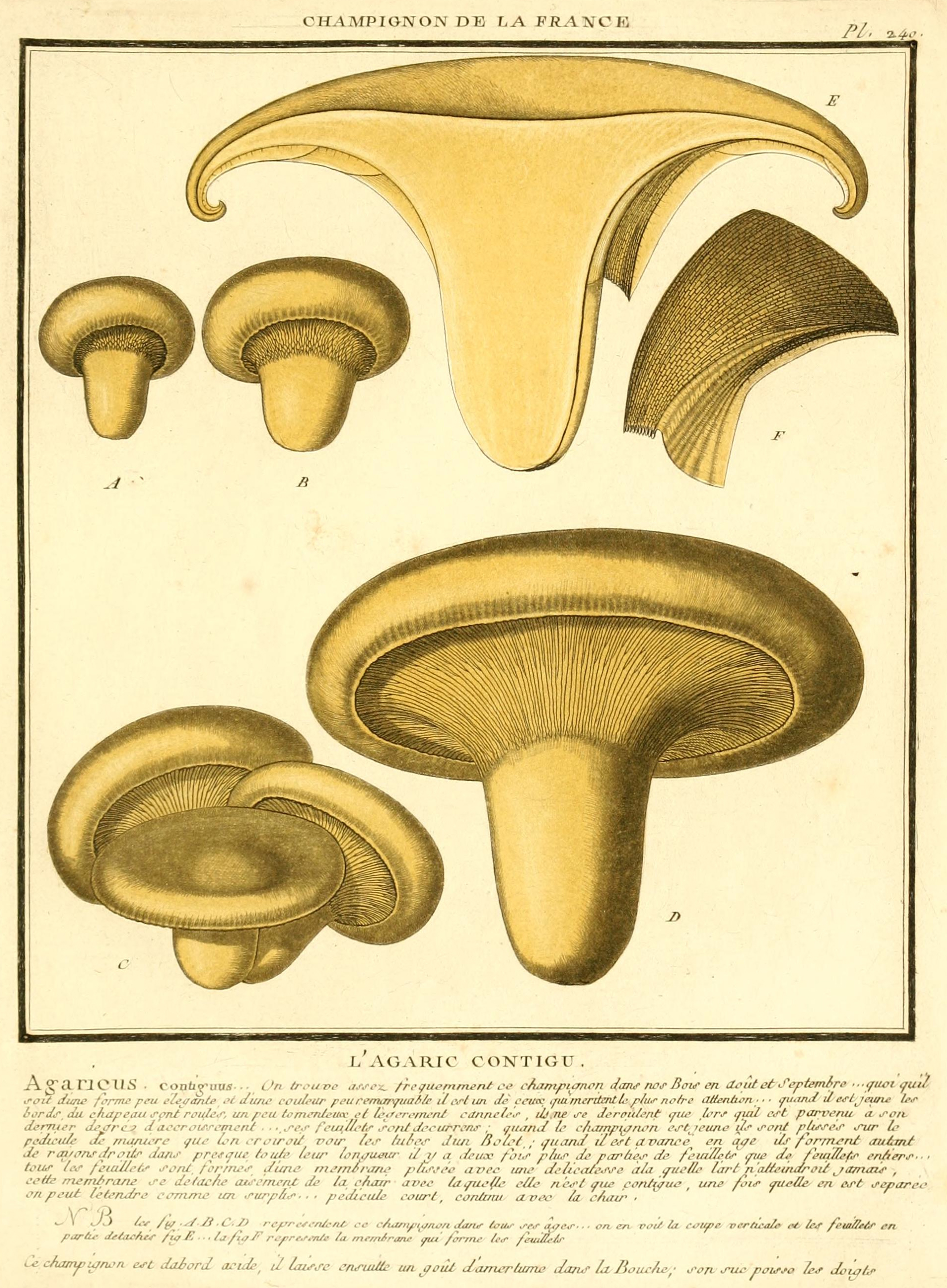
Bulliard's 1785 drawing of "L'Agaric contigu" (Agaricus contiguus)

1785年、フランスの菌類学者ピエール・ビュイヤールによって Agaricus contiguus の名で記載された。だが、正式発表された学名と認められているのは、1786年のAugust Batschによる Agaricus involutus である。w:James Boltonが1788年に Agaricus adscendibus の名で記載した種も、Index Fungorumによれば本種のシノニムである。他のシノニムとしては、1821年のSamuel Frederick Grayによる Omphalia involuta・1844年のGottlob Ludwig Rabenhorstによる Rhymovis involutaがある。現在の学名は1838年、'菌学の父'として知られるスウェーデンの博物学者、エリーアス・フリースによるもので、彼はPaxillus 属を立てて本種をそのタイプ種とした。菌類の分類学の始まりは1821年1月1日、フリースの著作の出版に伴うもので、これ以前に発表された名前はフリースによって認可名と認められていなければ正名とならなかった。そのため、コロンによって認可名であることを示し、”Paxillus involutus (Batsch:Fr.) Fr.”とするのが正式な表記であった。だが、1987年の国際藻類・菌類・植物命名規約の改定によって、学名の起点は1753年5月1日、カール・フォン・リンネのSpecies Plantarumの出版日となった。そのため、現在ではフリースによる認可は不要である。
その後、フランスの菌類学者ルネ・メールによって、ハラタケ類(agaric)とイグチ類(bolete)の双方に関連する科としてヒダハタケ科 Paxillaceaeが立てられた。本種は管孔でなくひだを持つにもかかわらず、ひだを持つハラタケ目ではなく管孔を持つイグチ目に属するとされている。属名Paxillusはラテン語で "ペグ"・"プラグ"を意味する。種小名 involutus は"湾曲した"の意味で、傘の縁が内側に巻いていることに由来する。英名にはnaked brimcap・poison paxillus・inrolled pax・poison pax・common roll-rim・brown roll-rim・brown chanterelleなどがある。Grayは1821年の英国の植物相大要の中で本種を"involved navel-stool"と呼んでいる。
生態・遺伝学的研究からは、本種は複数の類似した種を含む種複合体であることが示唆されている。1981 - 1983年に行われたウプサラ周辺での調査で、菌類学者 Nils Fries は相互に交雑しない3つの個体群を発見した。1つの個体群は針葉樹、または混交林で、2つの個体群はカバノキに近接した緑地で発見された。1つ目の個体群の子実体は単独で、柄は細く、傘の縁はあまり巻き込まないのに対し、他の2個体群の子実体は群生し、太い柄を持ち、傘の縁は強く巻き込み波打つこともある。だが、これらは一般的な傾向に過ぎず、これらの個体群を区別する明瞭な巨視的、微視的特徴は発見できなかった。ドイツのバイエルン州で採集した標本の塩基配列を分子系統的手法で比較した研究では、緑地、庭から得られた標本は北米に分布する Paxillus vernalis に、森林から得られた標本はムクゲヒダハタケに近縁であるという結果が得られた。著者は、緑地の個体群は北アメリカから移入されたものであると推測している。ヨーロッパ産の分離株を用いた多重遺伝子解析からは、P. involutus sensu lato はP. obscurosporus・P. involutus sensu stricto・P. validus・未同定の1種の4つの遺伝的系統に分離できることが示された。宿主範囲の変異は、この内の複数の系統で独立に、頻繁に発生している。日本産のヒダハタケも、ヨーロッパや北アメリカ東部に分布するものと、今後の比較検討が必要とされている。本種はキノコとしては地味であるが、外生菌根菌研究のモデル菌に位置づけられている。

## 形態

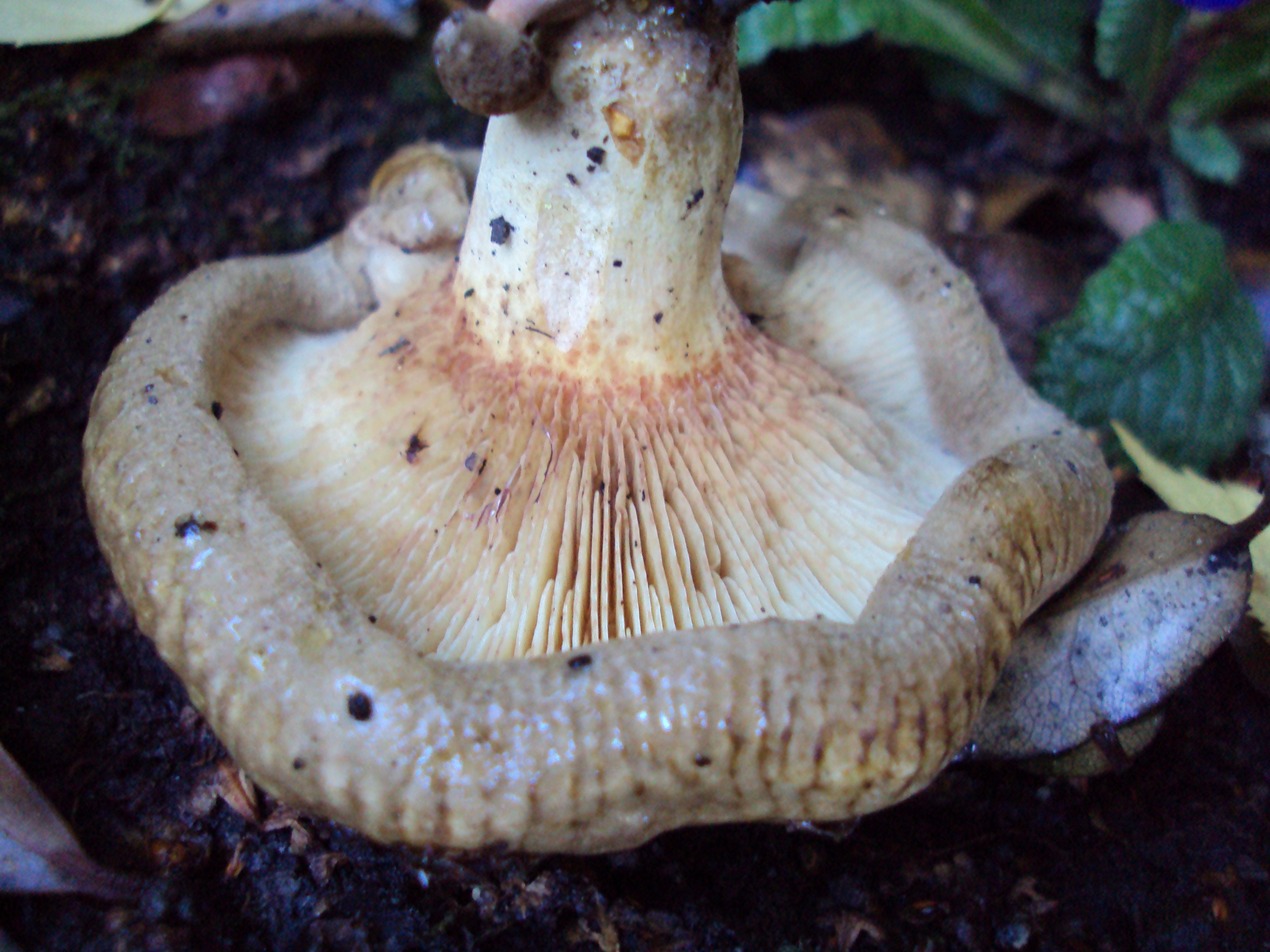
ひだは垂生形である。

子実体は傘と柄からなる。茶色い木製の独楽のような形態で、子実体の地上部は高さ6 cm程度になる。傘は最初は丸山形からまんじゅう形であるが、のちに開いて中心部が凹んだ浅い漏斗形になり、縁が内側に巻き込む。傘表面の色は灰褐色から黄褐色またはオリーブ色がかった茶色で、径4 - 12センチメートル (cm) 、傘の直径は15 cmを超えない。表面は滑らかで、湿ると多少粘りが出る。傘の周辺にはやや隆起した短い条線があり、軟毛を密生してフェルト状となる。若い子実体では、傘と傘の縁がヒダを保護している(pilangiocarpic development)。古くなると赤褐色のシミを生じる。
ヒダははじめ黄褐色のち黄土褐色で密に配列し、柄に対して長く垂生して不規則に1 - 数回分岐しており、イグチ類の管孔のように肉から容易に剥がすことができる。ヒダは柄に近づくに従って互いにつながって、ときに不規則な網目状となる。傷つけると褐色に変色し、古い標本には暗い斑点が現れることがある。
柄は中実で短く、曲がることがあり、上下同大か基部に向けて先細りとなっている。柄の表面は汚黄色で、古くなると褐色のシミができる。肉は厚く、淡黄色で傷つくと褐色に変わる。水分が多く、わずかに酸味、鋭い匂い、味があり、調理することでよい風味がすると記録されている。

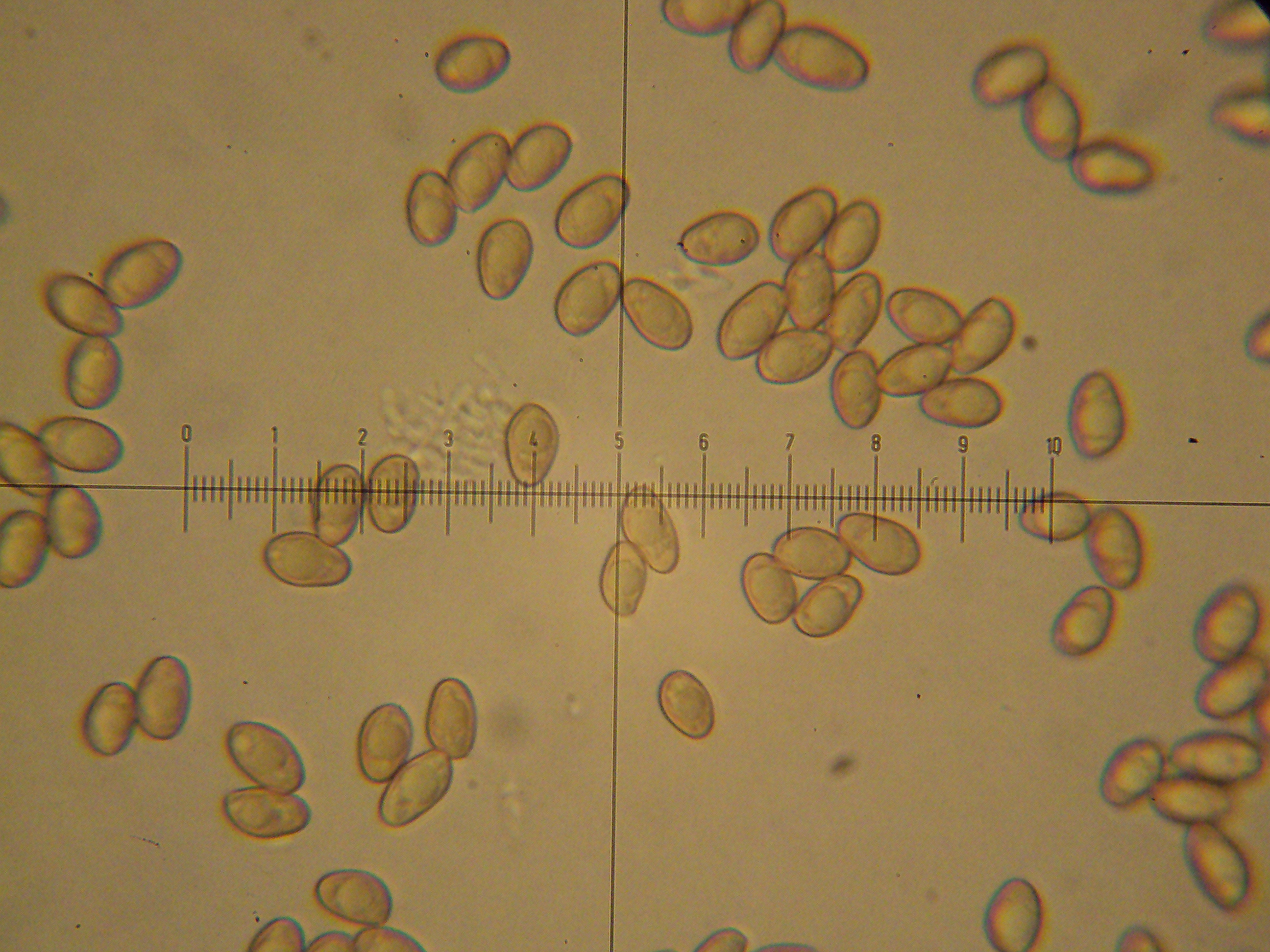
胞子

胞子紋は褐色、胞子は楕円体で長径7.5 - 9マイクロメートル (μm) 、短径5 - 6 μm。ひだは細い糸状の縁・側シスチジアを持ち、長さ40 - 65 μm、幅8 - 10.5 μm程度になる。

## 生態・分布
外生菌根菌（共生性）。多くの針葉樹や落葉樹と外菌根を形成する。栄養要求が特殊ではないため宿主特異性が低く、研究や植樹によく用いられる。この菌根は宿主にも利益をもたらす。本種を Pinus resinosa の滲出液で培養した実験では、病原性のカビである Fusarium oxysporum の増殖を抑制することが示された。苗木に本種を接種した場合も、フザリウム属のカビへの抵抗性が増すことが示されている。本種は抗菌物質を作り出し、宿主の根腐れを防いでいるのかもしれない。また、重金属のような毒性物質の吸収を減らし、宿主への毒性を軽減する効果もある。例えば、本種はヨーロッパアカマツの苗木に対するカドミウム・亜鉛の毒性を軽減する。カドミウム自体は菌根の形成を阻害するが、菌根はカドミウム・亜鉛の根への移送を減少させると同時に、亜鉛の移送割合を変化させることでカドミウムを根に留め、植物体全体の代謝経路への侵入を妨げる。解毒機構には、菌の細胞壁にカドミウムが結合すること、液胞に蓄積されることが関わっていると考えられる。さらに、菌根は銅・カドミウムなどに曝されたとき、金属を結合する低分子タンパクであるメタロチオネインの生産量を急速に増加させる。
本種がヨーロッパアカマツの根に存在すると、根に付着している細菌が減り、代わりに菌糸に付着するようになる。また、細菌叢も変化する。1997年のフィンランドでの調査では、菌根が存在しないとき、ヨーロッパアカマツの根の細菌叢は有機酸やアミノ酸を利用していたが、本種の菌根が存在するときにはフルクトースを利用していた。また、本種自身も土壌細菌から利益を受けている。本種の成長時に排出されるポリフェノールは、そのままでは本種の成長を阻害するが、この物質を細菌が分解することで再び成長することができる。また、細菌が作り出すクエン酸やリンゴ酸のような物質も本種の成長を刺激する。

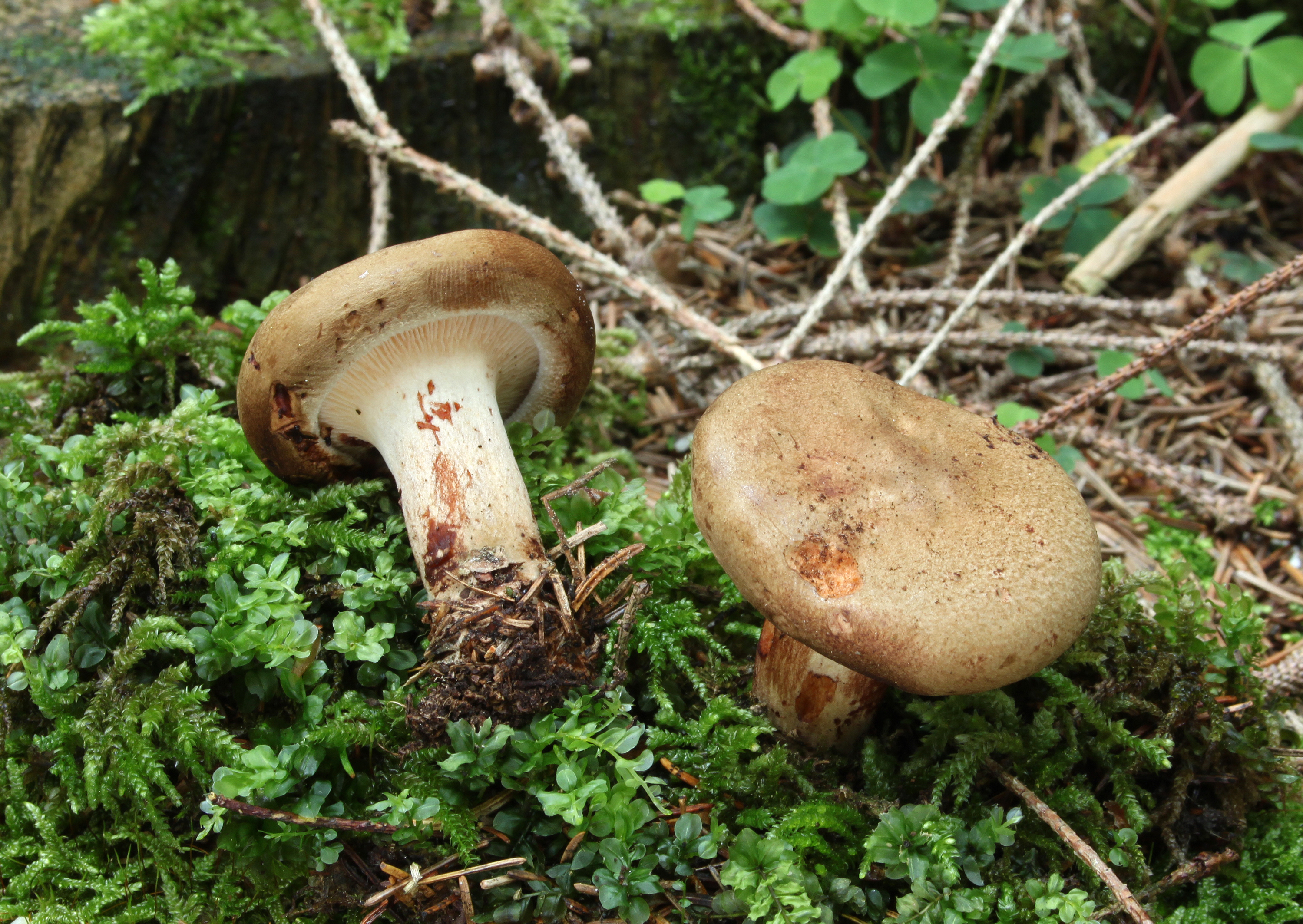
ドイツ、ウルムで発生した子実体

本種は極めて豊富であり、北半球温帯以北の広い範囲で見られる。ヨーロッパだけでなく、アジアではインド・中国・日本・イラン・アナトリア半島、北米でも同じように広範囲に分布し、アラスカ州中心部のツンドラ地帯、コールドフット近郊からも記録がある。グリーンランド南西部ではカバノキ属のヒメカンバ・ヨーロッパダケカンバ・Betula glandulosaなどの樹の下で採集されている。ヨーロッパの針葉樹林でも普遍的に見られるが、オウシュウシラカンバとも共生する。森林内では、湿った場所や泥状の場所を好み、石灰質の土壌は嫌う。また、ヨーロッパではニセイロガワリ、北米の太平洋岸北西部ではヤマイグチやLactarius plumbeusに隣接して生育することが記録されている。落葉・針葉樹林どちらでも見られ、主に都市の アメリカシラカンバ の下で見られる。植林されたラジアータパインの林で生育できる数少ないキノコの一つでもある。フィンランド北部、オウル周辺のヨーロッパアカマツ林での調査では、本種は他のキノコが減少するような高度に汚染された土地でもよく生育することが示された。汚染の原因は製紙工場・肥料・暖房・交通であり、松の葉に含まれる硫黄分によって測定したものである。
子実体は晩夏から秋に発生し、針葉樹林や広葉樹林内の地上または切り株、倒木上に生える。切り株周辺の腐食した木の上に生えることもあるが、一般的には地面から直接生える。David Aroraはカリフォルニアにおいて、晩秋から冬にカシやマツの下に出現するフォームと、秋にカバノキの下に出現するフォームを区別している。幼虫の餌として子実体を利用する甲虫やハエもいる。また、イグチ目に寄生する菌類、アワタケヤドリ Hypomyces chrysospermusの寄生を受ける。寄生を受けると、最初は白い粉を吹いたようになり、成熟とともに黄金色から赤茶色に変化する。
オーストラリアの菌類学者ジョン・バートン・クレランドは1934年、南オーストラリア州において本種がカラマツ・カシ・マツ・カバノキなどの移入樹木の下に発生していることを記録しており、その後ニューサウスウェールズ州・ビクトリア州(カバノキ・ポプラ属)、西オーストラリア州でも記録されている。ニュージーランドにおいても、移入されたカバノキ・ハシバミから発見されている。菌類学者ロルフ・シンガーによって、同様の状況がチリに移入された樹木からも報告されている。これらは、輸入された樹木に付着した土が原因とみられている。

## 毒性
ヨーロッパでは毒抜きをして食べている地域もあるが、死亡例もあり危険な毒キノコとして認知されている。

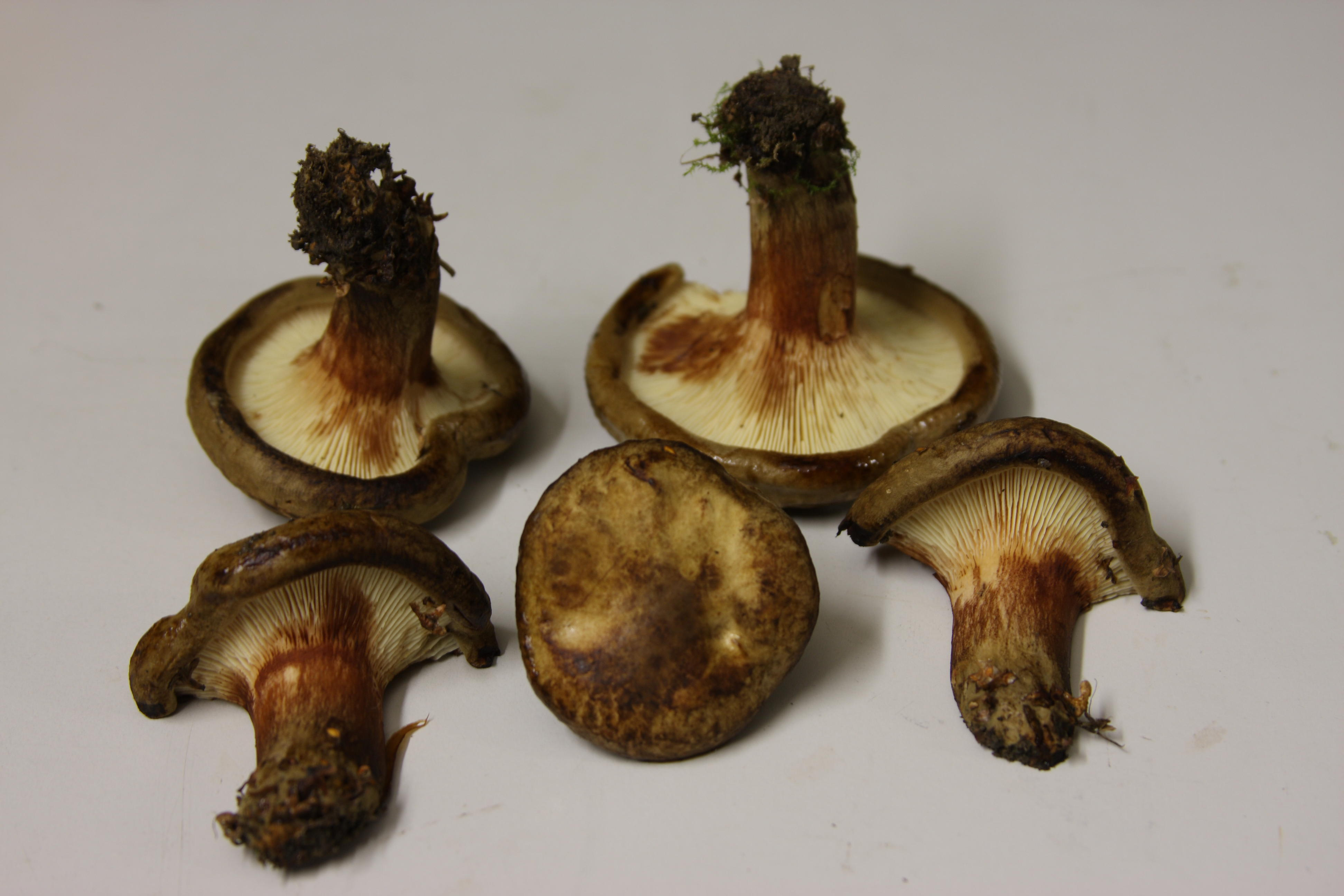
Folsomで採集された標本

イギリスのガイドブックでは推奨されていなかったが、第二次大戦までは、中央ヨーロッパ・東ヨーロッパにおいて広く食用とされていた。ポーランドでは酢漬け・塩漬けとして食べられていた。生食すると消化管刺激性があることが知られていたが、加熱すれば可食であると考えられてきた。だが、1944年10月にドイツの菌類学者ユリウス・シェッファーが本種を食べた後に死亡し、毒性が疑われ始めた。シェッファーと妻が本種を用いた料理を食べた後、シェッファーは嘔吐・下痢・発熱などの症状を示し始めた。症状が悪化したために彼は翌日病院へ行ったが、腎不全により17日後に死亡した。
1980年代半ば、スイスの医師René Flammerは、本種に含まれる抗原が赤血球に対する自己免疫反応を引き起こすことを発見した。これにもかかわらず、1990年までガイドブックは本種に関する警告を掲載しておらず、あるイタリアのガイドブックは1998年まで本種を食用と表記していた。この自己免疫性溶血は比較的稀であるが、本種を繰り返し摂取した後に発生する。発症する1回前の摂取では、軽度の胃腸症状がみられることもある。抗原の構造は未知であるが、血漿中の免疫グロブリンGを凝集させる。継続的な摂取によって免疫複合体が形成され、これが赤血球表面に付着することで溶血が起こる。

### 毒成分
毒成分はムスカリン類とされる。染色体を傷害する物質が含まれることもわかっているが、発がん性・変異原性があるかどうかは不明である。
2種のフェノール類が同定されており、それぞれインボルトン・インボルチンと呼ばれる。後者は、本種を傷つけた際に茶色に変色する原因であることが分かっている。

### 中毒症状
中毒症状は急速に現れ、食後1 - 2時間後に嘔吐・下痢・腹痛など胃腸系中毒とともに、虚脱、血液量減少など神経系中毒が起こる。ひどい場合はその後に溶血が発生し、黄疸、乏尿・血色素尿症・腎臓の痛みなど臓器不全で死亡に至ることもある。人によっては感受性が異なる。臨床検査では、ビリルビンと遊離ヘモグロビンの増加、ハプトグロビンの減少が確認できる。溶血により、急性腎不全・ショック・急性呼吸不全・播種性血管内凝固症候群などの様々な合併症が引き起こされる。この合併症は重篤なもので、死者も報告されている。ムスカリンを含むため、発汗、呼吸困難などの神経系中毒の症状も現れると考えられている。
解毒剤はないため、全血球数・腎機能・血圧・電解質・体液平衡を監視・補正することによる支持療法が行われる。コルチコステロイドを用いることで溶血を防ぎ、合併症を減らせる可能性がある。血漿交換によって免疫複合体を取り除くことでも転帰が改善する可能性がある。また、腎機能障害・腎不全が発生した場合には血液透析を用いることができる。

## 類似種
茶色であることと、漏斗形であることから、多少の毒性を有するチチタケ属の種と混同されることがあるが、乳白色の滲出液を分泌しないことで区別できる。ウグイスチャチチタケ（Lactarius turpis）とよく似ているが、この種は暗いオリーブ色である。北米で見られる Paxillus vernalis とは、胞子紋の色が暗い、柄が太い、ポプラの下に生育する、などの点で区別できる。ムクゲヒダハタケ（Paxillus filamentosus）と本種はさらに類似しているが、この種は稀で、ハンノキの下にしか生育せず、傘の縁に向いた平たい鱗片を持つ、肉は淡黄色で傷つけても僅かにしか褐色にならない、傷つけても変色しない深い黄土色のひだを持つ、などの点で区別できる。また、ムクゲヒダハタケは傘の表面が長軟毛で覆われる。
ヨーロッパにおいては、かつて本種と同種だと見なされていた2種が存在する。Paxillus obscurosporus は本種より大型で、傘の直径は40 cmに達し、縁は最初は巻いているが、時間とともに平たくなる。柄は先細りになり、基部をクリーム色の菌糸が覆っている。Paxillus validus は広葉樹林や緑地で見られ、直径20cmに達し、柄の太さは上部と下部で変わらない。ヒダハタケを含むヒダハタケ属の種は、根状菌糸束(rhizomorph)に存在する結晶物の長さが0.5 μm以下であるのに対し、Paxillus validus では2.5 μmに達する。